# Main Barrier Range
Main Barrier Range är en bergskedja i Australien. Den ligger i delstaten New South Wales, i den sydöstra delen av landet, omkring 960 kilometer väster om delstatshuvudstaden Sydney.
Omgivningarna runt Main Barrier Range är i huvudsak ett öppet busklandskap. Trakten runt Main Barrier Range är nära nog obefolkad, med mindre än två invånare per kvadratkilometer. Genomsnittlig årsnederbörd är 316 millimeter. Den regnigaste månaden är februari, med i genomsnitt 89 mm nederbörd, och den torraste är oktober, med 1 mm nederbörd.